# سفارة مصر في تونس
سفارة مصر في تونس هي الممثلية الدبلوماسية العليا لدولة جمهورية مصر العربية لدى الجمهورية التونسية. تقع السفارة في تونس، وتهدف لتعزيز المصالح المصرية في تونس.